# Uddiyana bandha
Uddiyana bandha is een bandha uit hatha yoga en wordt ook wel opwaarts vliegend slot genoemd. Een bandha wordt gebruikt als samenspel tussen yogahoudingen en een ademhalingstechniek en heeft tot doel, gebundelde hoeveelheden prana vast te houden en te gebruiken.
Anders dan bij de mula bandha en de jalandhara bandha is deze uddiyana bandha er niet voor bedoeld om te voorkomen dat er prana uit het lichaam ontsnapt, maar wordt het prana in het romp van het lichaam omhooggestuwd. Dit gebeurt door na de uitademing de buik omhoog te trekken en vervolgens naar achteren naar de ruggengraat toe, waardoor het prana gedwongen zou worden in de shushumna-nadi omhoog te gaan.
Uddiyana bandha kan worden gecombineerd met de nauli shatkarma, maar ook met de andere twee genoemde bandha's, waardoor er een groot slot wordt gecreëerd dat maha bandha wordt genoemd. De bandha vormt een onderdeel van pranayama-programma's en zou bijvoorbeeld een positief effect hebben op de zonnevlecht.